# Vajebah Sakor
Vajebah Sakor, född 24 april 1996 i Monrovia, Liberia är en norsk fotbollsspelare som spelar för IK Start.

## Klubbkarriär

### Asker
Vajebah Sakor inledde sin karriär i Asker i norska näst högsta divisionen. Han skrev sitt första kontrakt dagen efter sin 15-årsdag och gjorde senare samma år sin seniordebut som den yngsta spelaren som någonsin spelat i divisionen. Han spåddes en lysande karriär och provtränade bland annat med det italienska storlaget AC Milan, danska FC Köpenhamn och norska Rosenborg BK.

### Juventus
Under sitt provspel med Rosenborg deltog han i ungdomsturneringen NextGen Series. Han imponerade på scouter från italienska Juventus som, i stark konkurrens med andra europeiska storlag, lyckades få spelarens underskrift och Sakor blev helt klar för klubben i slutet av januari 2013. Då hans kontrakt med Asker gick ut vid årsskiftet fick klubben inte någon övergångssumma men var berättigade till bl.a. utbildningsbidrag. Sakor inledde sin karriär i Juventus Primavera-lag under tränaren Andrea Zanchetta.

#### Utlåningar
I augusti 2015 blev Sakor klar för Jupiler League-laget KVC Westerlo på ett två-årigt lån fram till 30 juli 2017 med möjlighet för klubben att göra övergången permanent. Efter en skadefylld period i Belgien utan några spelade matcher återvände han till Juventus och lånades istället ut till Vålerenga. Han debuterade redan den 9 april 2016 med ett kort inhopp för sin nya klubb i förlustmatchen mot Stabaek IF och återfanns i startelvan knappt två veckor senare i förlustmatchen mot Molde FK. Totalt spelade Sakor 21 matcher under Tippeliga-säsongen, varav 13 matcher från start. I januari 2017 lånade Sakor ut igen för resterande delen av säsongen till Willem II i holländska Eredivisie. Han fick dock mest sitta på bänken och spelade endast två minuter i ligan.
Han lånades ut till IFK Göteborg i juli 2017 som ersättare till Mads Albaek. Lånet gäller fram till 31 december 2017 med möjlighet att göra övergången permanent. Sakor debuterade i segermatchen mot IFK Norrköping genom att bli inbytt i den 82:a minuten och göra mål på sin första bolltouch åtta sekunder senare. Efter ytterligare ett inhopp fick Sakor chansen från start i rivalmötet mot AIK. Göteborg vann mötet efter att Sakor varit inblandad i Mikael Bomans segermål.

### IFK Göteborg
I december 2017 blev det klart att Sakor stannade kvar i IFK Göteborg, där han skrev på ett treårskontrakt.

### OFI Kreta
Den 31 januari 2019 värvades Sakor av grekiska OFI Kreta.

### IK Start
Efter att ha varit kontraktslös sedan 1 september 2022, skrev Sakor den 2 maj på för IK Start i den norska andraligan.

## Landslagskarriär
Vajebah Sakor föddes i Liberia men flyttade till Norge som sju-åring. Han har därmed möjlighet att representera endera Liberia eller Norges landslag. Han har representerat det norska landslaget på alla ungdomsnivåer, från P15-landslaget till U21-landslaget.